# Star Comics
Star Comics var en relativt kortlivad underetikett till Marvel Comics som riktade in sig på den yngre läsarskaran, och som användes från 1984 till början av 1988. Bland de titlar som gavs ut återfanns Ewokerna, Star Wars: Droids, Defenders of the Earth och ALF.
 Artikeln var, i den version den hade den 21 december 2005, helt eller delvis hämtad från Seriewikin (hos Seriefrämjandet): Star Comics